# Bulbophyllum nigripetalum
Bulbophyllum nigripetalum là một loài phong lan thuộc chi Bulbophyllum.